# All Saints Church (Oxford)

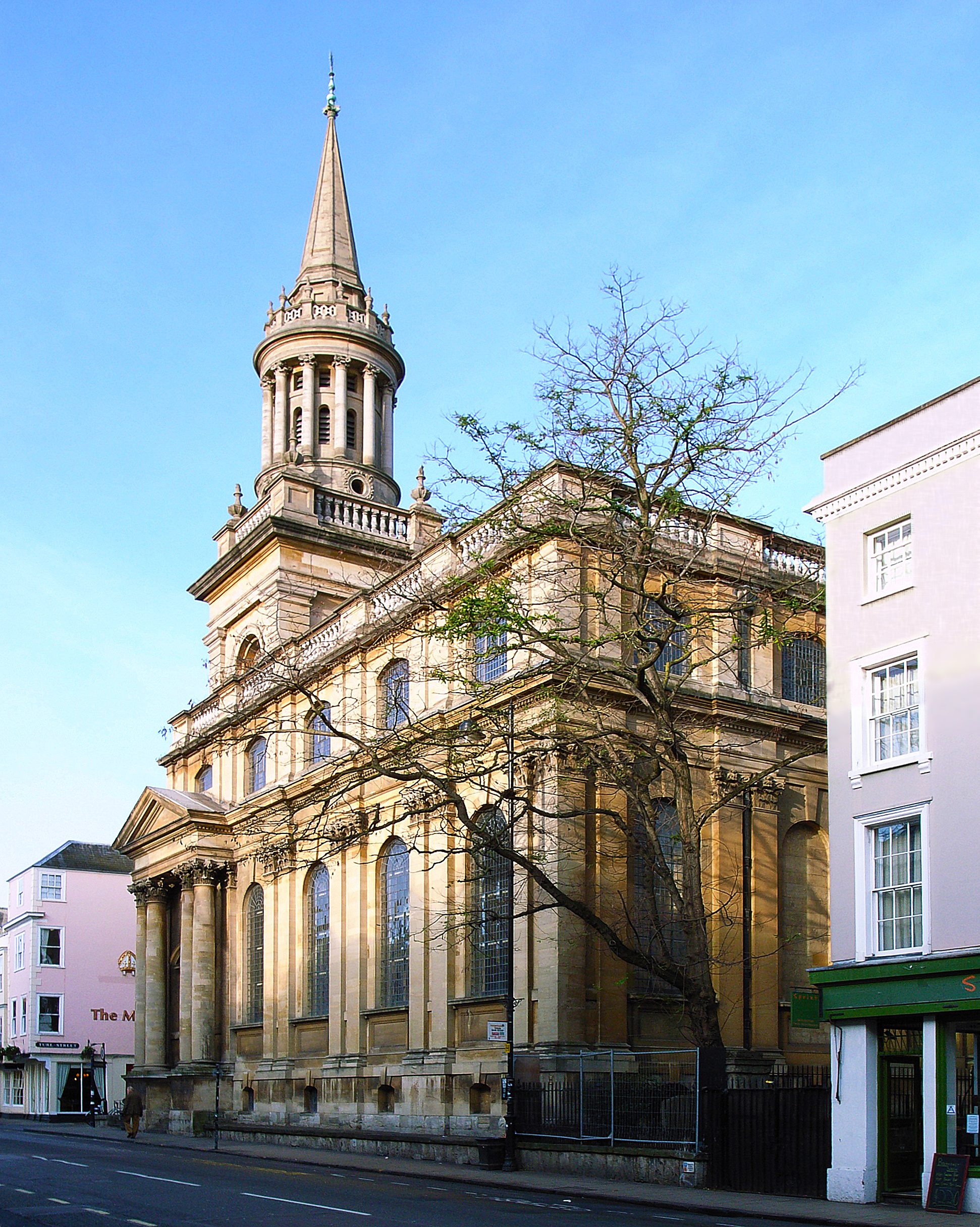
All Saints Church Oxford

All Saints Church ist eine ehemalige anglikanische Kirche in Oxford, die seit 1975 als Bibliothek des Lincoln Colleges dient.
Eine ursprüngliche Kirche All Saints war 1122 als eine der mittelalterlichen Pfarrkirchen der Stadt gegründet worden. Der Einsturz des Kirchturms am 8. März 1700 führte von 1706 bis 1708 zum heutigen Neubau in Form des englischen Barockklassizismus. Als Entwurfsverfasser ist seit dem späten 18. Jahrhundert der Dean von Christ Church und Vizekanzler der Universität Oxford, Henry Aldrich, überliefert. Der Entwurf des zugehörigen Turms geht auf Nicholas Hawksmoor zurück.
Der Kirchenbau ist als rechteckiger Saalbau errichtet, dessen Außenbau in klassischer Weise durch Pilasterpaare gegliedert ist, überhöht durch ein Attikageschoss und abgeschlossen durch eine Balustrade. Der straßenseitige Haupteingang im Westjoch der Kirche ist durch einen viersäuligen Portikus  mit klassischem Dreiecksgiebel markiert. Die Außengliederung wiederholt sich im nicht unterteilten kastenartigen Innenraum, wo die Wandgliederung eine Flachdecke trägt. Ein besonderes Wahrzeichen stellt der Turmaufbau dar, dessen oberer Aufbau einen antiken Rundtempel ähnlich dem Vestatempel auf dem Forum Romanum oder dem Tempietto von Bramante nachbildet, überhöht von einem achtseitigen Steilhelm. In der zeichenhaften Verwendung historischer Architekturzitate nimmt All Saints eine wichtige entwicklungsgeschichtliche Zwischenstellung zwischen den Londoner Kirchenbauten Christopher Wrens und den nach 1711 entstandenen Bauten des von Hawksmoor geleiteten Programms von Fünfzig Neuen Kirchen in London ein.
1971 wurde die Kirche profaniert und dem Lincoln College überlassen, das das Bauwerk bis 1975 zur Bibliothek ausbaute. 